# Balearska ciklama
Balearska ciklama (lat. Cyclamen balearicum) je vrsta zeljaste biljke iz roda ciklama. 

## Stanište
Živi na Balearima, te na izoliranim područjima Francuske od Pirenejia do doline rijeke Rhône. Najčešća staništa su joj ona gdje rastu hrast crnika, hrast oštrika i šimšir, na nadmorskoj visini do 1443 metra.

## Opis
To je manja zeljasta biljka kojoj stabljika naraste 10 – 25 centimetara. Cvjetovi joj rastu u proljeće, imaju pet bijelih latica položenih prema unatrag. Jako su mirisni. Listovi su plavkasto-zeleni, te su pomalo išarani srebrnom bojom. Donja strana listova je tamnocrvena.

## Vanjske poveznice
|  | Zajednički poslužitelj ima još gradiva o temi Balearska ciklama |
|  | Wikivrste imaju podatke o taksonu Balearska ciklama             |